# Франц Костек
Франц Костек (1828, Самбір — 13 жовтня 1883, Перемишль) — український педагог, греко-католицький священник, доктор богослов'я, ректор Львівського університету (1870—1871), посол-віриліст до Галицького крайового сейму.

## Життєпис
Народився в Самборі в сім'ї Гавриїла Костека. Навчався у Львівській духовній семінарії, а четвертий рік богослов'я закінчував у Греко-католицькій центральній семінарії у Відні (1852—1853). Висвячений на одруженого священника в 1853 році (від 1859 року — вдівець). По висвяченні — директор учительської семінарії в Перемишлі та сотрудник на парафії с. Пралківці (нині гміна Красічин Перемишльського повіту, Польща). У 1855—1868 роках виконував обов'язки префекта у Львівській духовній семінарії. У 1865 році став професором богослов'я в університеті, також працював суплентом (заступником професора) педагогіки. Наступного року став членом академічного сенату і викладав пасторальне богослов'я руською мовою для студентів греко-католиків. Чотири рази був обраний деканом богословського факультету Львівського університету: 1867—1868, 1868—1869, 1875—1876, 1881—1882, а в 1870—1871 навчальному році — його ректором. Від 1867 року — член митрополичої консисторії.
Був членом депутації русинів до Намісництва з метою збереження права русинів щодо викладання руською мовою у створеній руській народній школі у Львові. Працював також заступником голови Руського педагогічного товариства доктора Яновського. Відзначений лицарським хрестом ордена Франца Йосифа.